# لبنان في ألعاب البحر الأبيض المتوسط 2018
لبنان في ألعاب البحر الأبيض المتوسط 2018- بالإنجليزية Lebanon at the 2018 Mediterranean Games- شاركت لبنان في النسخة الثامنة عشر لدورة ألعاب البحر الأبيض المتوسط (الألعاب المتوسطية) والتي أقيمت في مدينة " طراغونة Tarragona الأسبانية" في الفترة من 22 يونيو وحتي الأول من يوليو 2018م وشاركت لبنان في هذه الدورة بـــ(20) رياضي. وقد شاركت البعثة اللبنانية في مجموعة من الرياضات المختلفة مثل: السباحة، والجودو، والتايكوندو، وألعاب القوى، والشيش، وتنس الطاولة وغيرها العديد من ألعاب أخري، وفي نهاية الدورة احتلت لبنان المرتبة الثالثة والعشرون برصيد (1) من الميداليات.

## رياضيو لبنان في الألعاب المتوسطية2018
| م  | اسم الرياصي      | اللعبة      | ملاحظات                                                                                                |
| -- | ---------------- | ----------- | --- |
| 1  | فرح خوري         | التجديف     | |
| 2  | راي باسيل        | الرماية     | |
| 3  | الان موسى        | الرماية     | |
| 4  | أنطوني بربر      | السباحة     | احتل المركز الخامس في سباق 50م فراشة ، وكذلك في سباق 50م حرة للرجال ولم يتمكن من الوصول إلي النهائيات. |
| 5  | غبرياللا دويهي   | السباحة     | حلت في المركز السادس في سباق 200م، والمركز الثامن في سباق 800م.                                        |
| 6  | هادي حبيب        | التنس       | |
| 7  | جيوفاني سماحة    | التنس       | |
| 8  | لاتيتيا عون      | التايكوندو  | |
| 9  | آنا الحداد       | التايكوندو  | |
| 10 | محمد هامي        | تنس الطاولة | |
| 11 | ملاك خوري        | تنس الطاولة | |
| 12 | محاسن هلا فتوح   | رفع الأثقال | صاحبة الميدالية الوحيدة للبنان في ألعاب البحر المتوسط 2018م                                            |
| 13 | الياس نمور ناثان | العاب القوى | |
| 14 | شيرين نجيم       | ألعاب القوي | |
| 15 | ناجي رشيد        | الفروسية    | |
| 16 | شفيق الخوري      | المبارزة    | خسر امام اللاعب البرتغالي 11/15                                                                        |
| 17 | منى شعيتو        | المبارزة    | خسرت امام اللاعبة اليونانية 14/15                                                                      |
| 18 | دومنيك طنوس      | المبارزة    | خسرت امام الايطالية 8/15                                                                               |
| 19 | ستيفن آزار       | الجودو      | |
| 20 | ناصيف الياس      | الجودو      | |

## ميداليات الوفد اللبناني حسب اللعبة
| الميدالية حسب اللعبة | الميدالية حسب اللعبة | الميدالية حسب اللعبة | الميدالية حسب اللعبة | الميدالية حسب اللعبة | الميدالية حسب اللعبة | الميدالية حسب اللعبة |
| -------------------- | -------------------- | -------------------- | -------------------- | -------------------- | -------------------- | -------------------- |
| اللعبة               | الأول                | الثاني               | الثالث               | المجموع              | الترتيب              |                      |
| رفع الأثقال          | 0                    | 1                    | 0                    | 1                    | 10                   |                      |

وهي الميدالية الفضية الوحيدة التي أحرزتها لبنان في الدورة الثامنة عشرة لألعاب البحر المتوسط ، وذلك عن طريق الرباعة اللبنانية محاسن هلا فتوح وذلك في فئة (63) كجم للسيدات برفعة النتر، حبث نجحت اللاعبة في رفع (115) كجم بفارق كيلو جرام واحد عن اللاعبة التركية "فوراي ليفنت" صاحبة المركز الأول والميدالية الذهبية برفع (116) كجم.